# جيرارد جيمس بورغ
جيرارد جيمس بورغ (بالإنجليزية: Gerard James Borg)‏ هو كاتب أغاني وشاعر مالطي، ولد في القرن العشرين.

## وصلات خارجية
- جيرارد جيمس بورغ على موقع ميوزك برينز (الإنجليزية)